# 安东尼奥·诺切里诺
安东尼奥·诺切里诺 （Antonio Nocerino，1985年4月9日—），意大利國家足球隊隊員，司职中场。

## 职业生涯

### 早期生涯
诺切里诺职业生涯开始于尤文图斯青年队，1999-2003年，他在尤文图斯青年队度过了四个赛季。2003年，诺切里诺加盟意乙联赛的阿韦利诺俱乐部，第一年参加了34场联赛。
2004年，分别代表热那亚和卡坦扎罗参加了5场和21场意乙联赛。2005年，上半个赛季代表克罗托内参加了15场意乙联赛，下半个赛季代表梅西纳参加了11场意甲联赛，并打入一球。2006年，诺切里诺再次回到意乙联赛，代表皮亚琴察参加了36场联赛，并贡献6个进球， 而他之前的三个赛季里只打进了一粒进球。
2007年，尤文图斯花350万欧元买回诺切里诺一半所有权，诺切里诺将代表尤文图斯参加2007-08意甲联赛。

### 巴勒莫
2008年夏天，作为阿毛里转会交易的一部分，尤文图斯将诺切里诺作价750万欧元卖给了巴勒莫。在经过了一段适应期后，诺切里诺很快成为巴勒莫的中场主力。
他在中场的凶悍防守和拼抢跑动能力使其入选了意大利国家队。

### AC米兰
2011年8月31日，夏季转会窗口关闭前两小时，AC米兰俱乐部宣布从巴勒莫买下诺切里诺，以顶替受伤的法国中场弗拉米尼。转会费仅为50万欧元。9月9日，诺切里诺以替补身份在主场对阵拉其奥的联赛中首次代表米兰亮相；3天后又首发出战其个人首场欧冠比赛并踢满全场，开场24秒助攻帕托单刀破门，帮助AC米兰在客场2-2逼平巴塞罗那。10月15日，诺切利诺在AC米兰主场对阵老东家巴勒莫的意甲联赛中打入第一粒进球，帮助球队3-0获胜。10月26日，诺切利诺在AC米兰主场对阵帕尔玛的联赛中上演帽子戏法，帮助球队4-1轻松获胜。在該季欧冠八強，在再次對陣巴塞罗那的比賽中，诺切里诺替AC米兰攻入一球扳平。2011-12賽季，諾切裡諾是僅次於伊布的米蘭隊內第二射手，共打進10球。
由於加度素在2012年夏天轉會到瑞士球隊錫安，他留下的8號球衣由諾斯連奴繼承。

### 國家隊
诺切里诺参加了2007年荷兰欧洲U-21足球锦标赛，在比赛中出任主力后腰，打满四场比赛。
基於在米蘭的出色表現，他亦入選了2012年歐洲國家盃意大利國家足球隊的最終名單，隨隊出征。

## 技術特點
诺切里诺在出道不久，因其體能充沛，奔跑積極被人誉为新加度素。
與加度素略為不同的是，作为一名后腰，他的前插能力無容置疑，经常能出现在最危险的区域得分。